# 傑克遜堡 (紐約州)
傑克遜堡（英語：Jacksonburg）是位於美國紐約州赫基默縣的非建制地區。

## 歷史
傑克遜堡的郵局於1840年設立，其後於1854年停運。

## 地理
傑克遜堡所處的海拔為高於海平面129米（即423英呎），而該地所採用的時區為UTC-5，即北美东部时区（EST）。同時該地設有夏令時間，為UTC-5調快一小時，即UTC-4（EDT）。